# Bán đảo Nam Cực

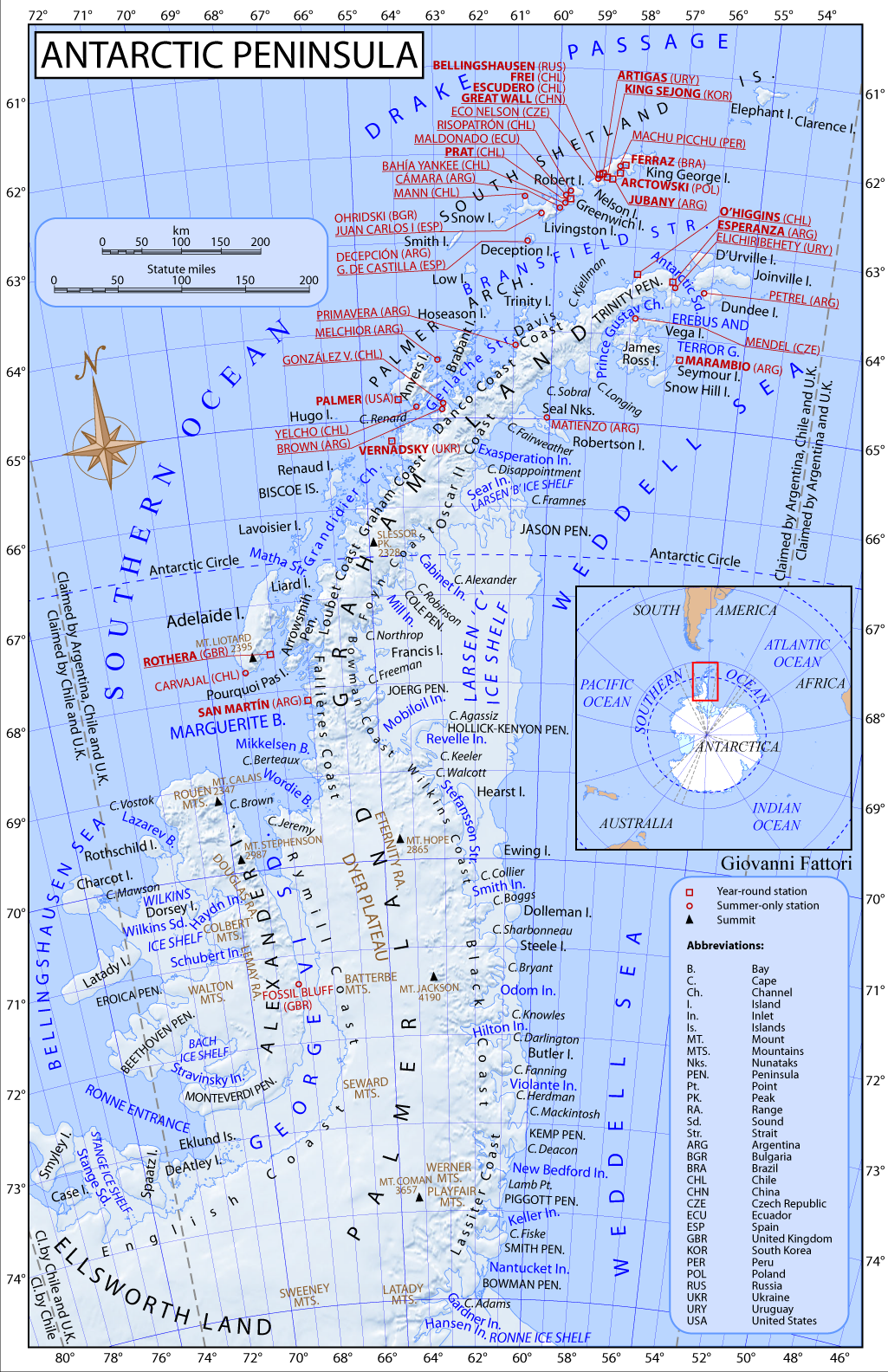
Bản đồ bán đảo Nam Cực.

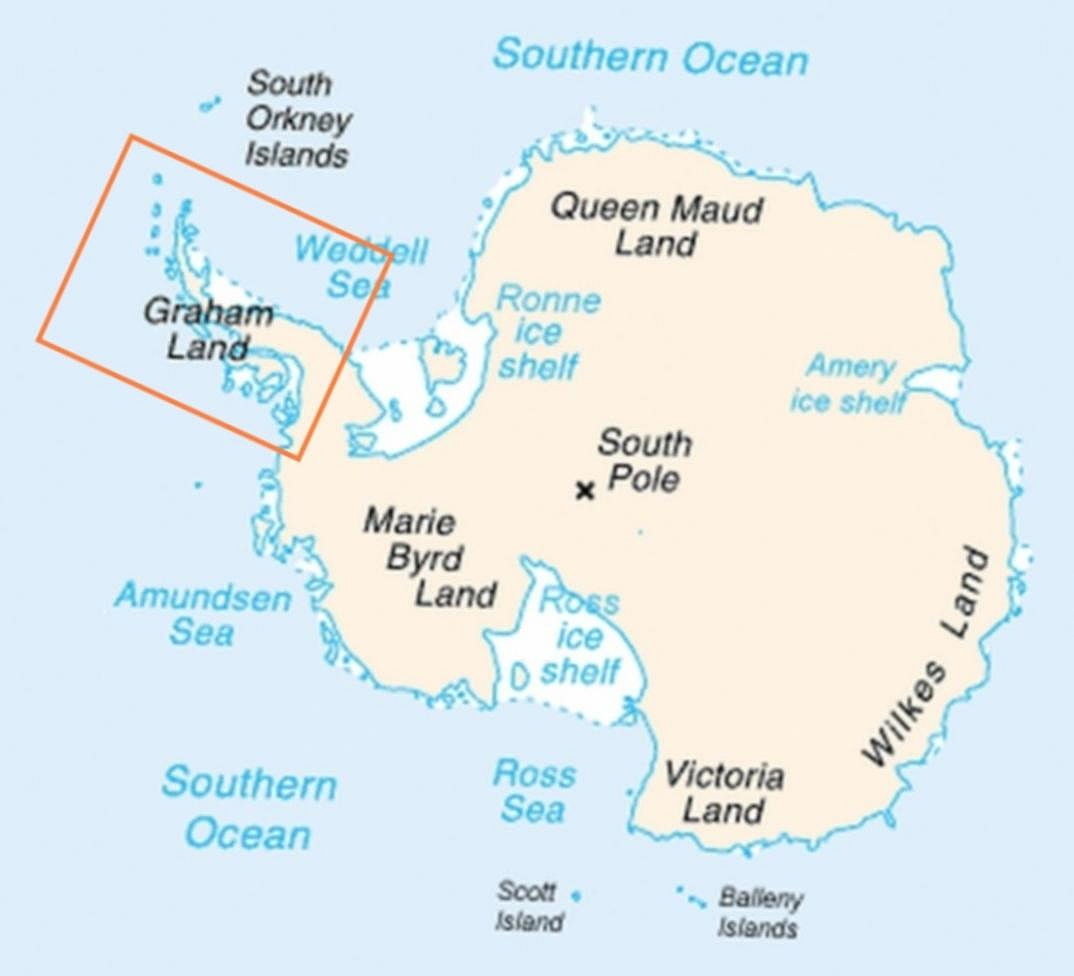
Vị trí của bán đảo Nam Cực trên lục địa Châu Nam Cực.

Bán đảo Nam Cực, được gọi là O'Higgins Land ở Chile, Tierra de San Martin ở Argentina, và ban đầu được gọi là Bán đảo Palmer ở Hoa Kỳ và là Graham Land ở Vương quốc Anh, là một bán đảo nằm ở phần cực bắc của lục địa Nam Cực.
Bán đảo Nam Cực là một phần của bán đảo lớn của Tây Nam Cực. Tại bề mặt, nó là bán đảo lớn nhất và nổi bật nhất, ở Nam Cực vì nó kéo dài 1300 km (800 dặm) từ một tuyến giữa mũi Adams (biển Weddell) và một điểm trên đất liền phía nam của quần đảo Eklund. Bên dưới lớp băng bao phủ nó, bán đảo Nam Cực bao gồm một chuỗi các đảo đá ngầm được phân cách bởi các eo biển sâu đáy nằm ở độ sâu đáng kể dưới mực nước biển hiện tại và được nối với nhau bởi một tấm băng đá trên mặt. Tierra del Fuego, hòn đảo cực nam của Nam Mỹ, chỉ cách nơi này khoảng 1000 km (620 dặm) so với eo biển Drake.
Có rất nhiều trạm nghiên cứu cũng như nhiều tuyên bố chủ quyền trên bán đảo Nam Cực. Bán đảo này là một phần của các yêu sách tranh chấp và chồng chéo của Argentina, Chile và Lãnh thổ châu Nam Cực thuộc Anh. Không có tuyên bố nào trong số này có sự công nhận quốc tế và, theo Hệ thống Hiệp ước châu Nam Cực, các quốc gia tương ứng không cố gắng thực thi các yêu sách của mình. Yêu sách của Anh được công nhận bởi Úc, Pháp, New Zealand và Na Uy. Argentina có nhiều căn cứ và nhân sự đóng quân trên bán đảo.

## Lịch sử

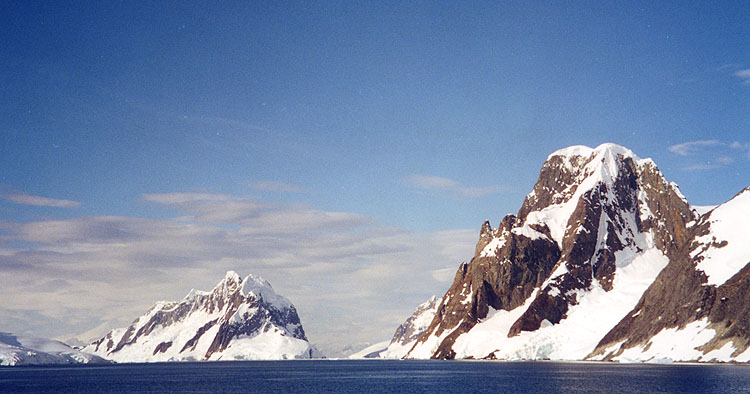
Đảo Booth và Núi Scott nằm bên Kênh Lemaire hẹp ở phía tây của Bán đảo Nam Cực, 2001

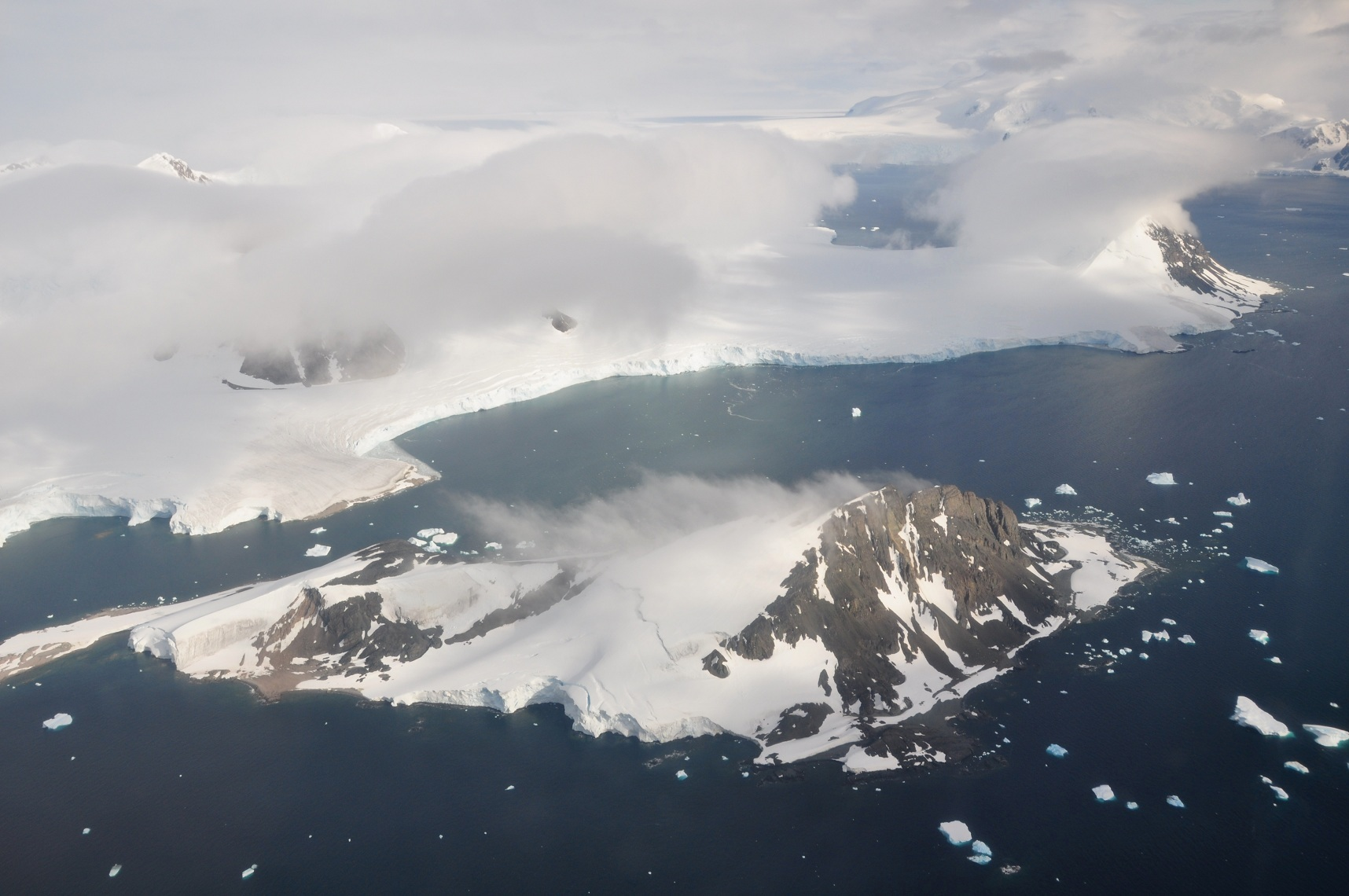
Ngoài khơi bán đảo là vô số hòn đảo. Đây là Đảo Webb và, đằng sau nó, Đảo Adelaide. Xem trang mô tả hình ảnh để biết mô tả chi tiết về các đặc điểm địa lý khác.

### Khám phá và đặt tên
Những lần đầu tiên con người nhìn thấy bán đảo Nam Cực, và toàn bộ lục địa Nam Cực, có lẽ là vào ngày 27 tháng 1 năm 1820 bởi một đoàn thám hiểm của Hải quân Hoàng gia Nga do Fabian Gottlieb von Bellingshausen lãnh đạo. Nhưng nhóm không công nhận là một đại lục mà họ nghĩ là một tảng băng được bao phủ bởi những ngọn đồi nhỏ.
Ba ngày sau, vào ngày 30 tháng 1 năm 1820, Edward Bransfield và William Smith, với một đoàn thám hiểm người Anh, là người đầu tiên lập biểu đồ một phần của Bán đảo Nam Cực. Khu vực này sau đó được gọi là Bán đảo Trinity và là phần cực đông bắc của bán đảo. Lần nhìn thấy tiếp theo được xác nhận là vào năm 1832 bởi John Biscoe, một nhà thám hiểm người Anh, người đã đặt tên cho phần phía bắc của Bán đảo Nam Cực là Graham Land.
Việc ai là người châu Âu đầu tiên đặt chân trên lục địa cũng bị tranh chấp. Một thợ săn hải cẩu thế kỷ 19, John Davis, gần như chắc chắn là người đầu tiên. Nhưng, những thợ săn hải cẩu đã bí mật về cách di chuyển của họ và nhật ký của họ đã cố tình viết những nguồn không đáng tin cậy, để bảo vệ bất kỳ căn cứ săn hải cẩu nào khỏi sự cạnh tranh.
Giữa năm 1901 và 1904, Otto Nordenskiöld dẫn đầu cuộc thám hiểm Nam Cực của Thụy Điển, một trong những chuyến thám hiểm đầu tiên để khám phá các phần của Nam Cực. Họ đã đặt chân trên Bán đảo Nam Cực vào tháng 2 năm 1902, trên chiếc tàu ở Nam Cực, sau đó đã chìm cách bán đảo không xa. Tất cả phi hành đoàn đã được cứu. Họ sau đó được một tàu Argentina cứu thoát. Cuộc thám hiểm vùng đất Graham của Anh từ năm 1934 đến 1937 đã thực hiện các cuộc khảo sát trên không và kết luận rằng Graham Land không phải là một quần đảo mà là một bán đảo.
Thỏa thuận về tên "Bán đảo Nam Cực" của Hoa Kỳ-ACAN và UK-APC năm 1964 đã giải quyết một sự khác biệt lâu dài về việc sử dụng tên gọi "Bán đảo Palmer" của Hoa Kỳ hoặc tên "Graham Land" của Anh cho đặc điểm địa lý này . Tranh chấp này đã được giải quyết bằng cách biến Graham Land trở thành một phần của Bán đảo Nam Cực về phía bắc của một tuyến giữa Cape Jeremy và Cape Agassiz; và Palmer Land phần phía nam của dòng đó. Palmer Land được đặt theo tên của thợ săn hải cẩu Hoa Kỳ, ông Nathaniel Palmer. Tên Chile O'Higgins Land, để vinh danh Bernardo O'Higgins, người yêu nước Chile và người có tầm nhìn xa trông rộng ở Nam Cực. Hầu hết các quốc gia nói tiếng Tây Ban Nha khác gọi nó là Península Antártica, mặc dù Argentina cũng chính thức gọi đây là Tierra de San Martín; Tính đến năm 2018, Argentina có nhiều căn cứ và nhân sự ở bán đảo hơn bất kỳ quốc gia nào khác.
Các phần khác của bán đảo được đặt tên theo và sau các cuộc thám hiểm khác nhau đã phát hiện ra chúng, bao gồm Bờ biển Bowman, Bờ biển Đen, Bờ biển Danco, Bờ biển Davis, Bờ biển Anh, Bờ biển Fallieres, Bờ biển Loubet, Bờ biển Nordenskjold và Bờ biển Wilkins.

### Trạm nghiên cứu

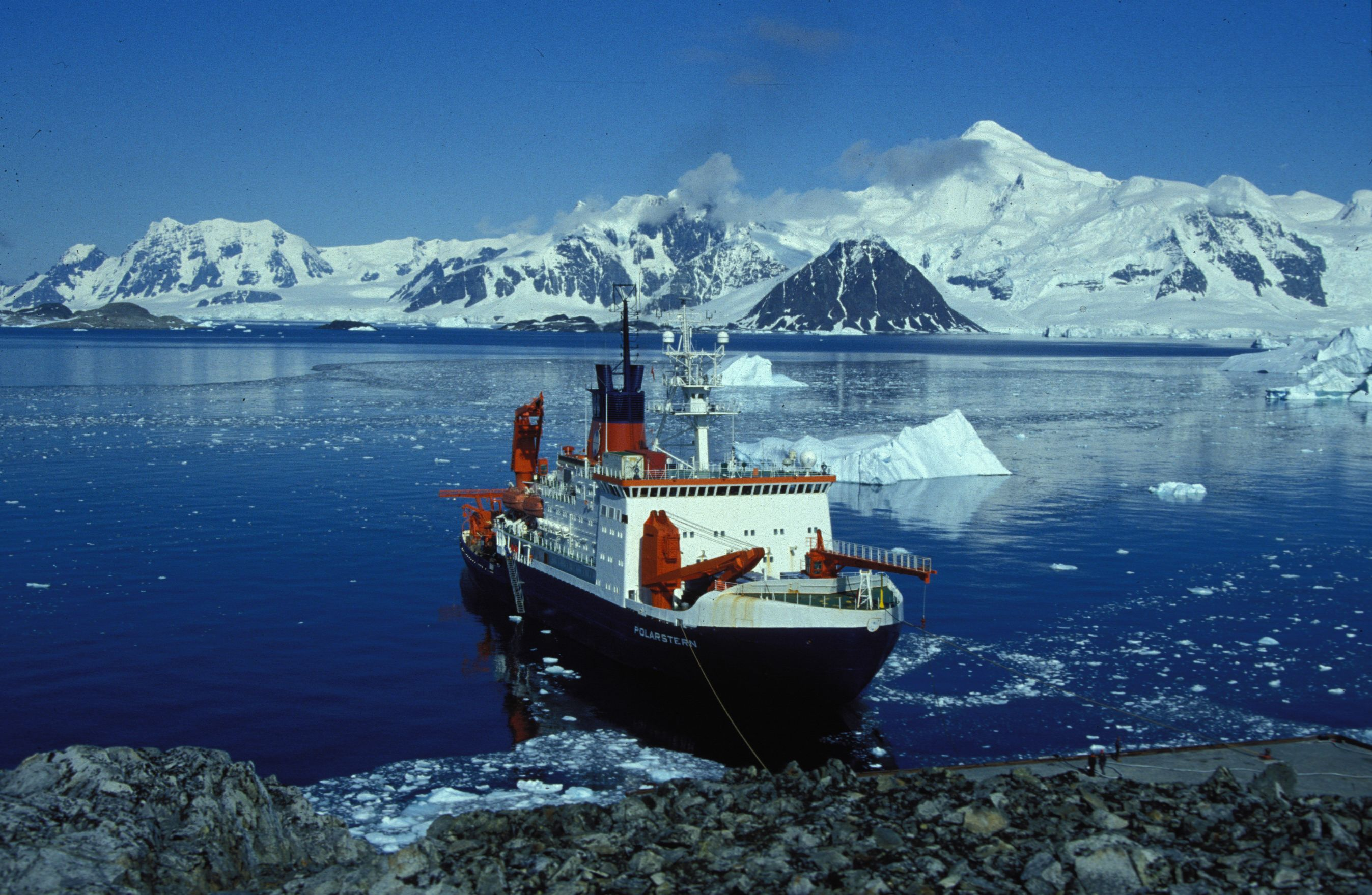
Tàu nghiên cứu Polarstern tại cầu cảng của Trạm nghiên cứu Rothera.

Các trạm nghiên cứu đầu tiên ở Nam Cực được thành lập trong chiến tranh thế giới thứ hai bởi một chiến dịch của quân đội Anh, Chiến dịch Tabarin.
Những năm 1950 chứng kiến sự gia tăng đáng kể số lượng cơ sở nghiên cứu khi Anh, Chile và Argentina cạnh tranh để đưa ra yêu sách trên cùng một khu vực. Khí tượng và địa chất là những đối tượng nghiên cứu chính.
Vì bán đảo có khí hậu ôn hòa nhất ở Châu Nam Cực, nên các trạm nghiên cứu tập trung cao nhất trên lục địa có thể được tìm thấy ở đó, hoặc trên nhiều hòn đảo gần đó, và đó là một phần của Nam Cực thường được các tàu du lịch và du thuyền ghé thăm. Các căn cứ bị chiếm đóng bao gồm Tổng căn cứ Bernardo O'Higgins Riquelme, Trạm Bellingshausen, Căn cứ Nam Cực Comandante Ferraz, Trạm nghiên cứu Rothera và Căn cứ San Martín. Ngày nay trên Bán đảo Nam Cực có nhiều căn cứ khoa học và quân sự bị bỏ hoang. Căn cứ Esperanza của Argentina là nơi sinh của Emilio Marcos Palma, người đầu tiên được sinh ra ở Nam Cực.

### Tràn dầu
Việc cập bến của tàu Argentina là ARA Bahía Paraíso (B-1) và sau đó là vụ tràn dầu 170.000 gal Mỹ (640.000 l; 140.000 imp) xảy ra gần Bán đảo Nam Cực vào năm 1989.

## Địa lí

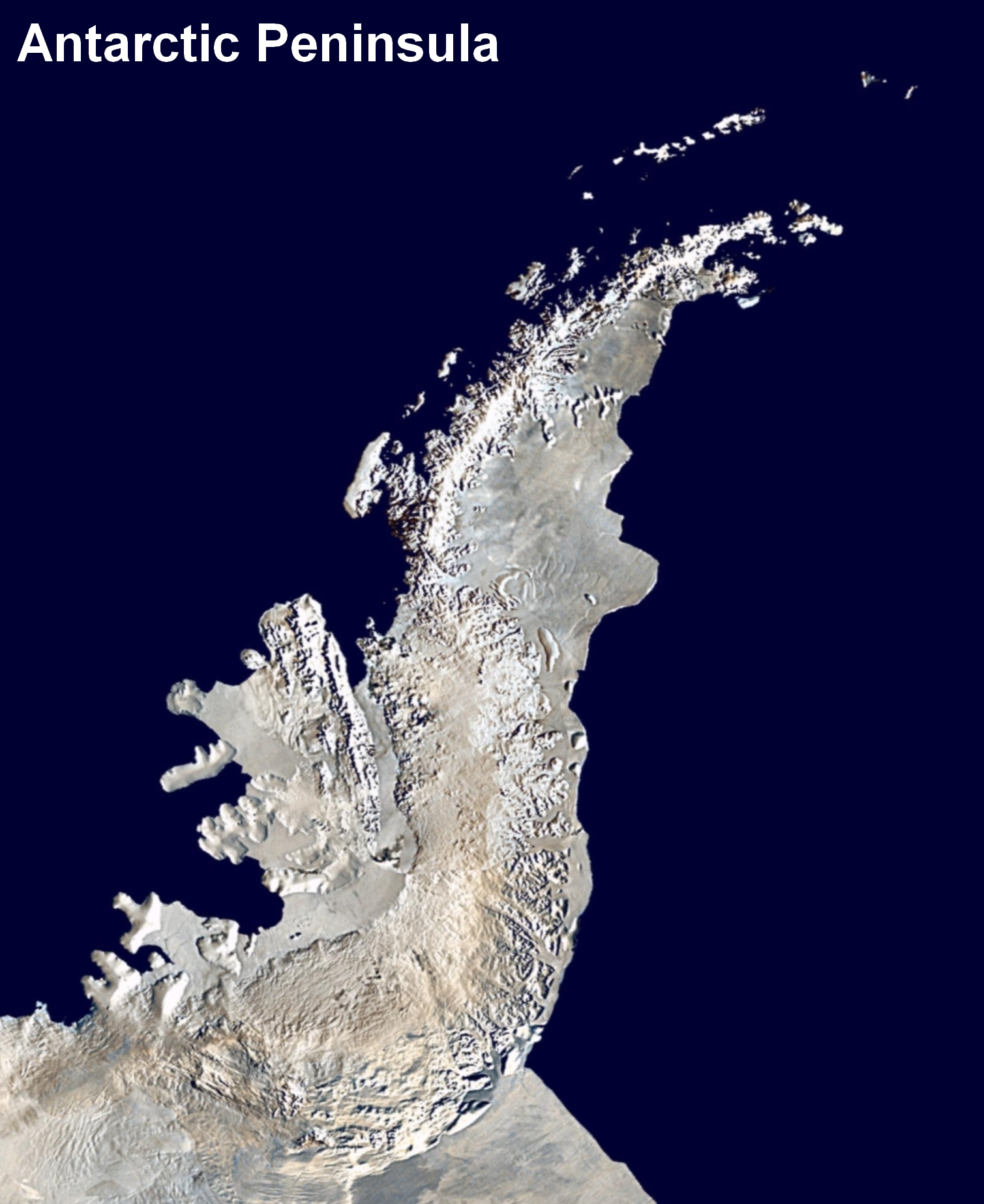
Bán đảo Nam Cực nhìn từ vệ tinh.

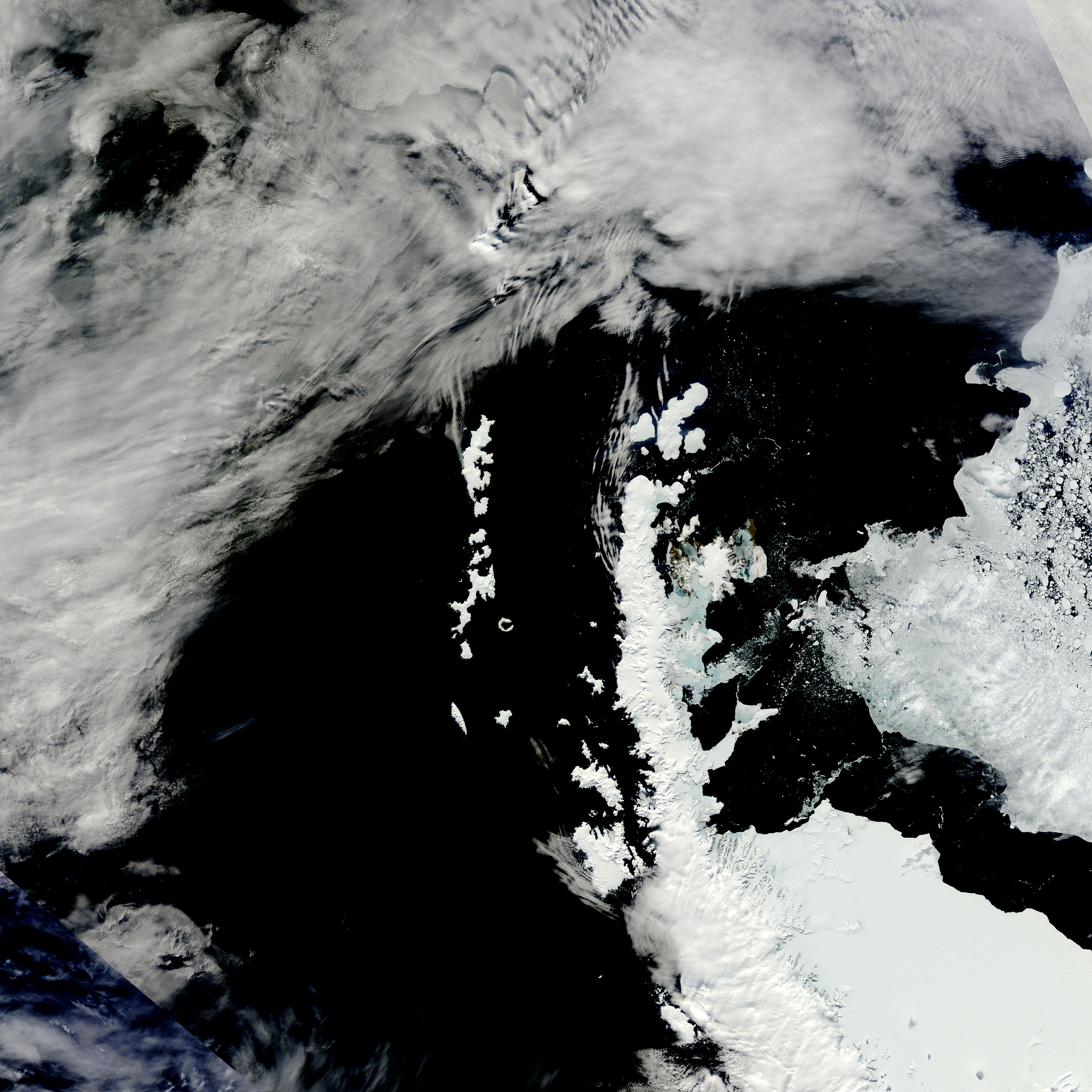
Tầm nhìn gần như không có mây của mũi phía bắc của Bán đảo Nam Cực trong mùa xuân.

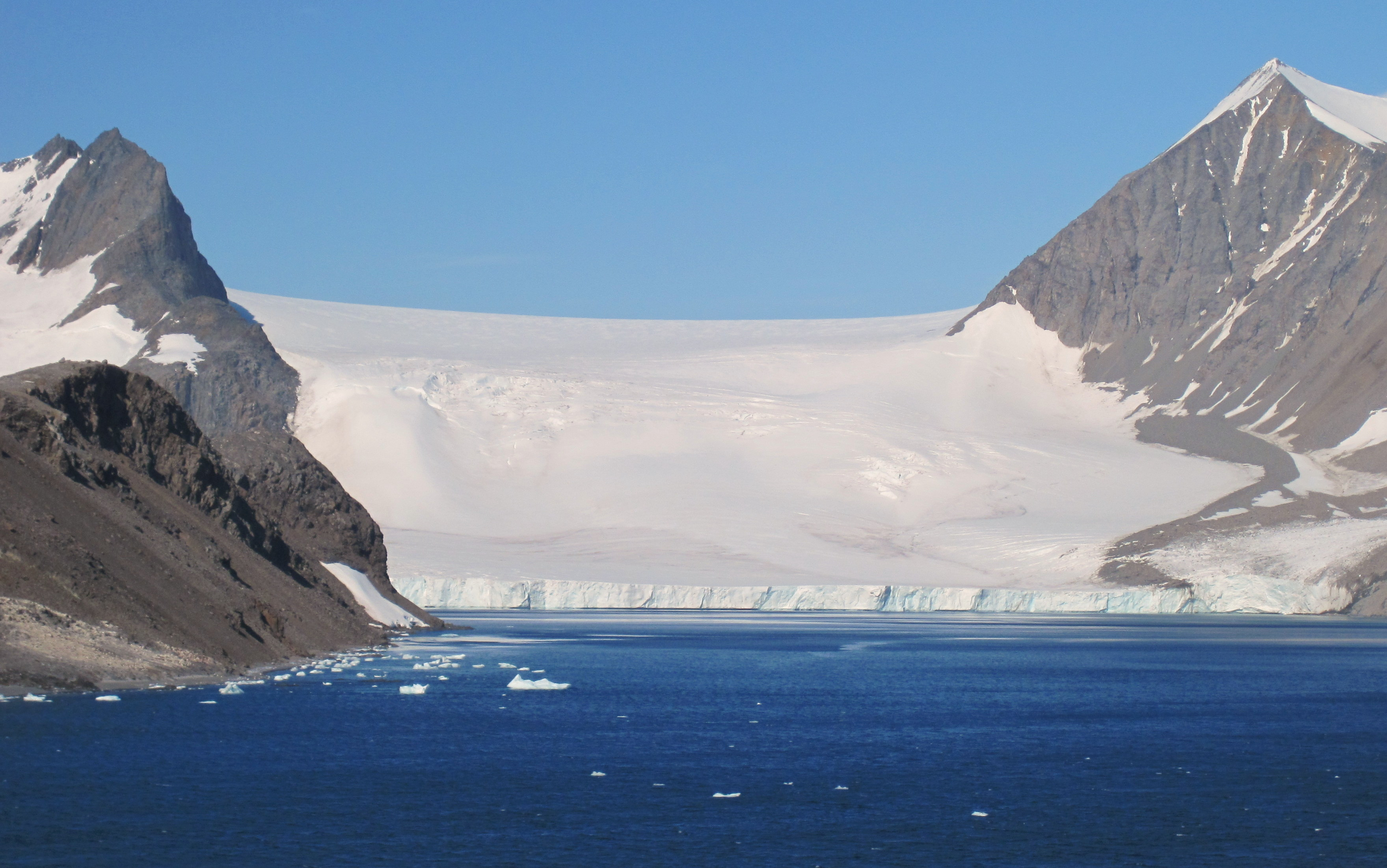
Sông băng vịnh Hope, 2012

Bán đảo có rất nhiều đồi núi, những đỉnh núi cao nhất của nó cao tới khoảng 2.800 m (9.200 ft). Các đỉnh núi đáng chú ý trên bán đảo bao gồm Núi Castro, Núi Coman, Núi Gilbert, Núi Jackson, Núi Hy vọng, là điểm cao nhất ở 3.239 m (10.627 ft), Núi William, Núi Owen và Núi Scott. Những ngọn núi này được coi là sự tiếp nối của dãy núi Andes của Nam Mỹ, với một cột sống hoặc sườn núi ngầm nối liền hai bên. Đây là cơ sở cho vị trí tiên tiến của Chile và Argentina cho các yêu sách lãnh thổ của họ. Scotia Arc là hệ thống vòng cung đảo nối các ngọn núi của Bán đảo Nam Cực với Tierra del Fuego.
Có nhiều núi lửa khác nhau ở các đảo xung quanh Bán đảo Nam Cực. Núi lửa này có liên quan đến kiến tạo mở rộng ở Bransfield Rift ở phía tây và Larsen Rift ở phía đông.
Cảnh quan của bán đảo là lãnh nguyên điển hình của Nam Cực. Bán đảo có độ dốc cao, với các dòng sông băng chảy vào thềm băng Larsen, nơi đã trải qua sự phá vỡ đáng kể vào năm 2002. Các thềm băng khác trên bán đảo bao gồm thềm băng George VI, thềm băng Wilkins, thềm băng Wordie và thềm băng Bach. Thềm băng Filchner-Ronne nằm ở phía đông của bán đảo.
Các hòn đảo dọc theo bán đảo hầu hết được bao phủ bởi băng và được kết nối với đất liền bằng băng trôi. Tách bán đảo khỏi các đảo gần đó là eo biển Nam Cực, Vịnh Erebus và Terror, eo biển George VI, Eo biển Gerlache và Kênh Lemaire. Kênh Lemaire là một điểm đến phổ biến cho các tàu du lịch đến thăm Nam Cực. Xa hơn về phía tây là Biển Bellingshausen và ở phía bắc là Biển Scotia. Bán đảo Nam Cực và Cape Horn tạo ra hiệu ứng hình phễu, luồng gió vào eo biển Drake tương đối hẹp.
Vịnh Hope, ở 63°23′N 057°00′T / 63,383°N 57°T, gần cực bắc của bán đảo, Prime Head, ở 63 ° 13′S. Gần mũi tại vịnh Hope là Sheppard Point. Một phần của bán đảo kéo dài về phía đông bắc từ một đường nối từ Mũi Kater đến Mũi Longing được gọi là Bán đảo Trinity. Brown Bluff là một ngọn núi lửa hiếm và Sheppard Nunatak cũng được tìm thấy ở đây. Các sông băng Airy, Seller, Fleming và Prospect tạo thành Forster Ice Piedmont dọc theo bờ biển phía tây của bán đảo. Vịnh Charlotte, vịnh Hughes và vịnh Marguerite đều ở bờ biển phía tây.
Trên bờ biển phía đông là sông băng Athene; Arctowski và Akerlundh Nunataks đều ở ngoài khơi bờ biển phía đông. Một số bán đảo nhỏ hơn kéo dài từ Bán đảo Nam Cực chính bao gồm Bán đảo Hollick-Kenyon và Bán đảo Prehn tại căn cứ của Bán đảo Nam Cực. Cũng nằm ở đây là dãy núi Scaife. Phạm vi vĩnh cửu được tìm thấy ở giữa bán đảo. Các đặc điểm địa lý khác bao gồm cao nguyên Avery, tòa tháp đôi bazan của đỉnh Una.

## Khí hậu
Bởi vì Bán đảo Nam Cực nằm ở phía bắc Vòng Nam Cực, là phần cực bắc của Châu Nam Cực, nên nó có khí hậu ôn hòa nhất trong lục địa này. Nhiệt độ của nó ấm nhất vào tháng 1, trung bình từ 1 đến 2 °C (34 đến 36 °F) và lạnh nhất vào tháng 6, trung bình từ −15 đến −20 °C (5 đến −4 °F). Bờ biển phía tây của nó từ mũi Bán đảo Nam Cực đến 68 ° S, nơi có khí hậu đại dương ở Nam Cực, là phần ôn hòa nhất của Bán đảo Nam Cực. Trong phần này của Bán đảo Nam Cực, nhiệt độ vượt quá 0 °C (32 °F) trong 3 hoặc 4 tháng trong mùa hè, và hiếm khi xuống dưới −10 °C (14 °F) trong mùa đông. Xa hơn về phía nam dọc theo bờ biển phía tây và bờ biển phía đông bắc của bán đảo, nhiệt độ trung bình hàng tháng vượt quá 0 °C (32 °F) chỉ trong 1 hoặc 2 tháng mùa hè và trung bình khoảng −15 °C (5 °F) vào mùa đông. Bờ biển phía đông của Bán đảo Nam Cực phía nam 63 ° S thường lạnh hơn nhiều, với nhiệt độ trung bình vượt quá 0 °C (32 °F) chỉ trong 0 hoặc 1 tháng mùa hè, và mùa đông có nhiệt độ dao động từ -5 đến −25 °C (23 đến −13 °F). Nhiệt độ lạnh hơn ở phía đông nam, phía biển Weddell, bán đảo Nam Cực được phản ánh trong sự tồn tại của các thềm băng bám vào phía đông.
Lượng mưa thay đổi rất lớn trong Bán đảo Nam Cực. Từ đầu bán đảo Nam Cực đến 68 độ Nam, lượng mưa trung bình 35–50 cm (14–20 in) mỗi năm. Một phần tốt của lượng mưa này rơi xuống như mưa trong mùa hè, vào hai phần ba số ngày trong năm và với rất ít sự thay đổi theo mùa theo số lượng. Giữa khoảng 68 ° S và 63 ° S trên bờ biển phía tây của Bán đảo Nam Cực và dọc theo bờ biển phía đông bắc của nó, lượng mưa là 35 cm (14 in) hoặc ít hơn với mưa thường xuyên. Dọc theo bờ biển phía đông của Bán đảo Nam Cực ở phía nam 63 ° S, lượng mưa dao động từ 10 đến 15 cm (3,9 đến 5,9 in). So sánh, các đảo dưới lục địa có lượng mưa 100–200 cm (39–79 in) mỗi năm và bên trong nội địa Nam Cực khô cằn là một sa mạc ảo chỉ có lượng mưa 10 cm (3,9 in) mỗi năm.

## Động thực vật

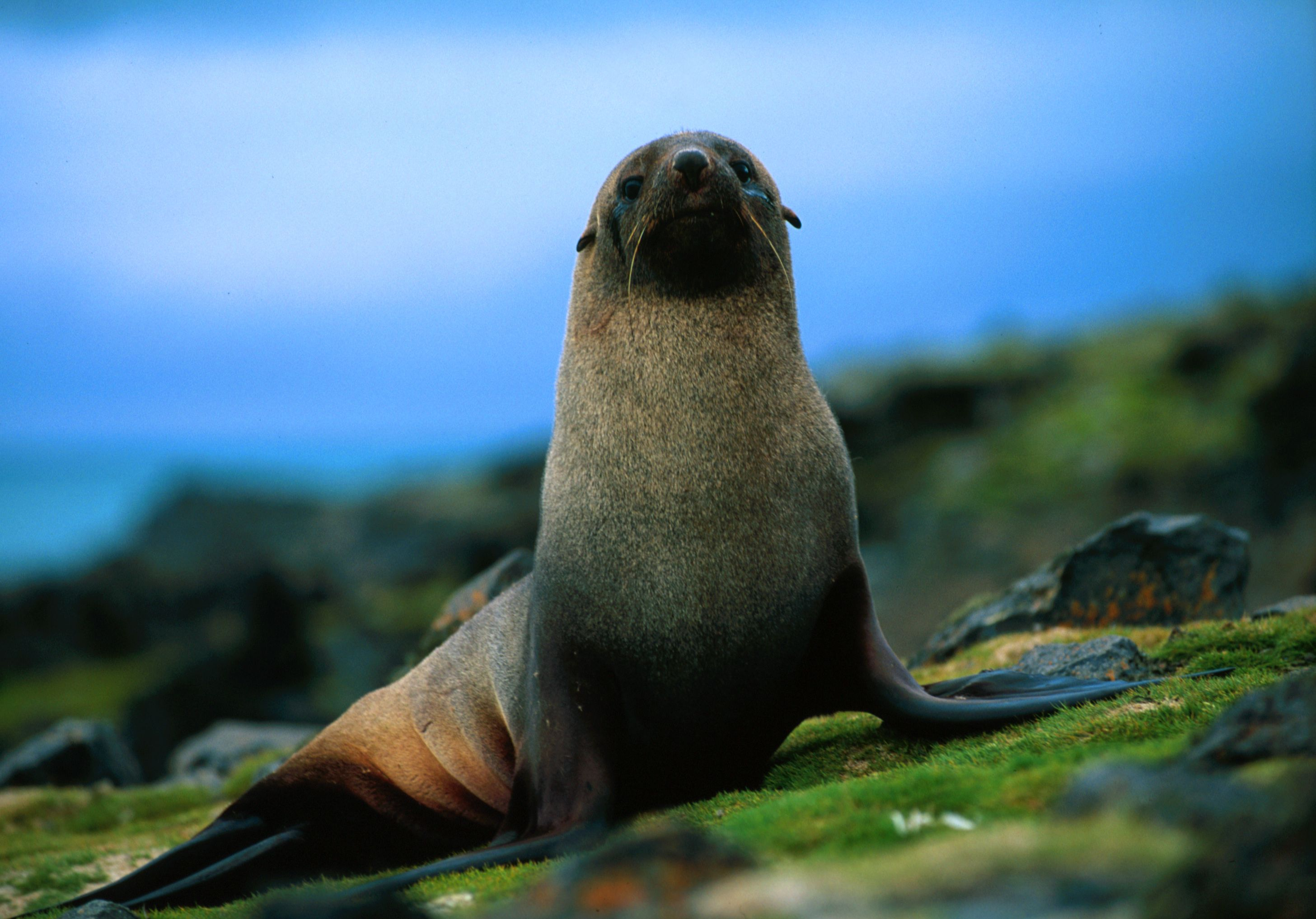
Hải cẩu lông mao Nam Cực, từng bị giảm xuống một số lượng nhỏ ở Nam Georgia sau khi bị săn đuổi đến tuyệt chủng, đã quay trở lại vùng biển quanh Bán đảo Nam Cực.

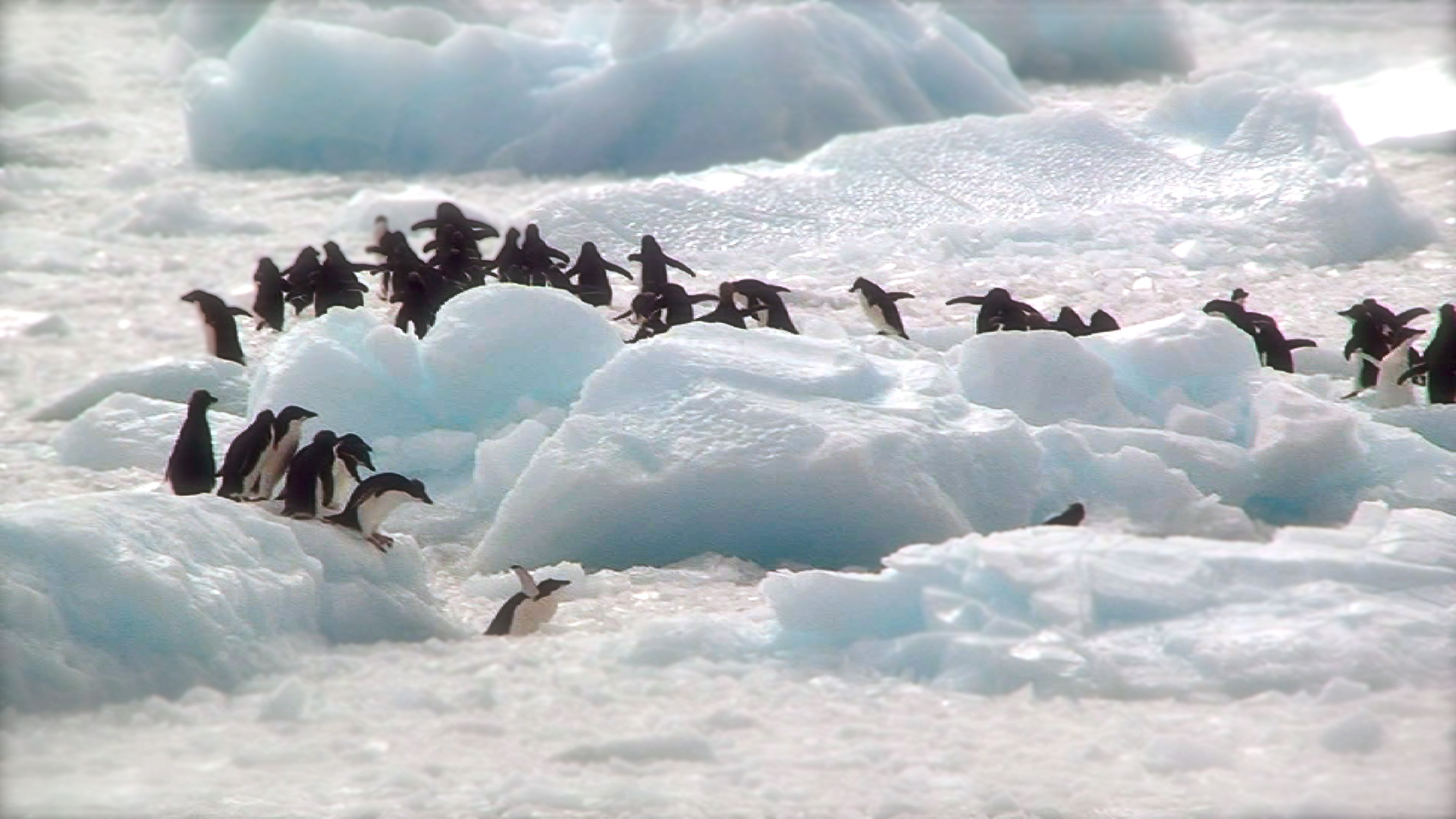
Một đàn chim cánh cụt Adélie, 2012

Bờ biển của bán đảo có khí hậu ôn hòa nhất ở Nam Cực và những tảng đá phủ rêu và địa y không có tuyết trong những tháng mùa hè, mặc dù thời tiết vẫn rất lạnh và mùa phát triển rất ngắn. Cuộc sống thực vật ngày nay chủ yếu là rêu, địa y và tảo thích nghi với môi trường khắc nghiệt này, với địa y thích các khu vực ẩm ướt hơn của cảnh quan đá. Các địa y phổ biến nhất là loài Usnea và Bryoria. Hai loài thực vật có hoa ở Nam Cực, cỏ lông Nam Cực (Deschampsia antarctica) và ngọc trai Nam Cực (Colobanthus quitensis) được tìm thấy ở phía bắc và phía tây của Bán đảo Nam Cực, bao gồm các đảo ngoài khơi, nơi có khí hậu tương đối ôn hòa. Đảo Lagotellerie ở vịnh Marguerite là một ví dụ về môi trường sống này.
Loài nhuyễn thể ở Nam Cực được tìm thấy ở những vùng biển xung quanh bán đảo và phần còn lại của lục địa. Hải cẩu ăn cua dành phần lớn cuộc đời của nó trong cùng một vùng nước ăn nhuyễn thể. Cá hói đầu là một loài cá nước lạnh sống ở nhiệt độ dưới 0 xung quanh bán đảo. Có thể nghe thấy tiếng kêu của cá voi Sei phát ra từ vùng biển xung quanh Bán đảo Nam Cực.
Các loài động vật ở Nam Cực sống bằng thức ăn mà chúng tìm thấy ở biển, không phải trên đất liền và bao gồm các loài chim biển, động vật chân màng và chim cánh cụt. Các loài động vật chân màng bao gồm: hải cẩu báo (Hydrurga leptonyx), hải cẩu Weddell (Leptonychotes weddellii), hải tượng phương nam (Mirounga leonina), và hải cẩu ăn cua (lobodon carcinophagus).
Các loài chim cánh cụt được tìm thấy trên bán đảo, đặc biệt là gần mũi và các đảo xung quanh, bao gồm chim cánh cụt quai mũ, chim cánh cụt hoàng đế, chim cánh cụt Gentoo và chim cánh cụt Adélie. Đảo Petermann là thuộc địa của chim cánh cụt Gentoo ở cực nam thế giới. Những tảng đá lộ ra trên đảo là một trong nhiều địa điểm trên bán đảo cung cấp môi trường sống tốt cho các cá thể chim cánh cụt. Chim cánh cụt trở lại mỗi năm và có thể đạt tới hơn mười nghìn con. Trong số những loài phổ biến nhất trên Bán đảo Nam Cực là loài quai mũ và Gentoo, với đàn chim cánh cụt hoàng đế duy nhất ở Tây Nam Cực, một quần thể cô lập trên Quần đảo Dion, ở Vịnh Marguerite trên bờ biển phía tây của bán đảo. Hầu hết các loài chim cánh cụt hoàng đế sinh sản ở Đông Nam Cực.
Các loài chim biển ở Nam Đại Dương và Tây Nam Cực được tìm thấy trên bán đảo bao gồm: Fulmar phía nam (Fulmarus glacialoides), hải âu khổng lồ ở phía nam (Macronectes giganteus), Cape petrel (Daption capense), hải âu tuyết (Pagodroma nivea), chim báo bão Wilson (Oceanites Oceanicus), cốc đế (Phalacrocorax atriceps), shullbill tuyết (Chionis albus), skua cực nam (Catharacta maccormicki), skua nâu (Stercorarius antarcticus), mòng biển tảo bẹ (Larus dominicanus) và Nhàn Nam Cực (Sterna vittata). Cốc đế là một loài chim họ Cốc có nguồn gốc từ nhiều hòn đảo ở Nam Cực, Bán đảo Nam Cực và miền Nam Nam Mỹ.